# Kirkpatrick Macmillan

Het mechanisme volgens Macmillan

Kirkpatrick Macmillan (2 september 1812 – 26 januari 1878) was een Schotse smid. Hij wordt algemeen beschouwd als de uitvinder van de eerste pedaalfiets in 1839. Dit wordt dan door anderen, zoals David V. Herlihy en David Gordon Wilson tegengesproken, wegens gebrek aan bewijs.

## Beschrijving
De Macmillanfiets was een aangepaste houten loopfiets. Het voorste houten wiel was kleiner dan de achterste en had een ijzeren beschermingsband. De fiets had een stuur en werd aangedreven door twee pedalen verbonden met twee stangen aan het achterwiel. 